# Хавертово
Хавертово — село Михайловского района Рязанской области России, входит в состав Поярковского сельского поселения. 

## География
Село расположено на берегу реки Жрака в 2 км на восток от центра поселения деревни Поярково и в 14 км на северо-восток от райцентра города Михайлов.

## История
Время основания церкви в селе неизвестно. Построенная в 1794 году, Богословская церковь сгорела 20 июля 1837 года. В 1842 году в новой деревянной Богословской церкви были освящены приделы Никольский и Митрофаньевский. В 1898 году было построено каменное здание церкви в духе образцовых проектов русско-византийского стиля. 
В XIX — начале XX века село являлось центром Хавертовской волости Михайловского уезда Рязанской губернии. В 1929 году в селе было 500 дворов. 
С 1929 года село являлось центром Хавертовского сельсовета Михайловского района Рязанского округа Московской области,  с 1937 года — в составе  Рязанской области, с 2005 года — в составе Поярковского сельского поселения.

## Население
| 1859 | 1897  | 1906  | 1929  | 2010 |
| ---- | ----- | ----- | ----- | ---- |
| 1386 | ↗2230 | ↗2910 | ↗3074 | ↘53  |

## Достопримечательности
В селе находится действующая Церковь Иоанна Богослова (1898).